# Í Fløtugerði
Í Fløtugerði  è uno stadio di calcio di Fuglafjørður, nelle isole Fær Øer.  Lo stadio, ha una capienza di circa 3000 spettatori, di cui solo 350 a sedere, ospita le partite di casa della squadra locale Ítróttarfelag Fuglafjarðar
Í Fløtugerði ha ospitato la finale della Coppa delle Fær Øer del 1985.